# Hans Petrat
Hans Petrat, eigentlich Johann Petrat (* 6. September 1982 in Rosenheim) ist ein ehemaliger deutscher Skispringer.

## Werdegang
Petrat begann bereits in jungen Jahren mit dem Wintersport. Begonnen hat er dabei als Langläufer und kam über die Nordische Kombination dann zum Skispringen. 1992 absolvierte er seinen ersten Sprung von der Kahlanger-Schanze in Oberaudorf. Nach mehreren lokalen Erfolgen, zog er auf ein Angebot vom Trainer des B-Kaders Andreas Bauer nach Oberstdorf und besuchte das dortige Sportinternat.
In der Saison 1999/2000 wurde Hans Petrat Bayrischer Meister. 2001 gewann er bei den Deutschen Jugendmeisterschaften die Bronzemedaille in der Teamkonkurrenz.
Am 11. August 2001 startete er erstmals im Nationalkader im Rahmen des Sommer-Grand-Prix 2001 und erreichte auf Anhieb mit dem 28. Platz Punkte in diesem Wettbewerb. Er konnte dabei unter anderem Top-Springer wie Sven Hannawald und Janne Ahonen hinter sich lassen. Daraufhin wurde er zur Saison 2001/02 in den Kader für den Continental Cup aufgenommen. Am 19. Januar 2002 konnte er bereits in seinem ersten COC-Springen in Ishpeming mit Platz 8 COC-Punkte gewinnen. Dies wiederholte er auch in den folgenden Springen. In Westby konnte er am 27. Januar überraschend bereits sein erstes Springen gewinnen.
Bei der Deutschen Meisterschaft 2002 wurde er mit dem Team Zweiter und gewann somit seine einzige nationale Medaille im Erwachsenenbereich. Im Einzelspringen auf der Normalschanze wurde er Neunter.
Es folgten wechselnde Ergebnisse im Continental Cup. Seinen Erfolg von Westby konnte er jedoch nicht mehr wiederholen. Am 29. Dezember 2004 startete Petrat erstmals im Skisprung-Weltcup zum Auftakt der Vierschanzentournee 2004/05 in Oberstdorf und sprang dabei auf den 46. Platz. Am Ende stand er auf dem 72. Platz in der Tournee-Gesamtwertung. Nachdem seine Ergebnisse im Continental Cup immer schwächer wurden, trat er im März 2005 noch bei vier FIS-Rennen in Japan an und beendete anschließend seine aktive Skispringerkarriere.
Hans Pertrat wuchs in Oberaudorf auf und hat zwei Schwestern.